# Tommi Rajamäki
Tommi Rajamäki (* 29. Februar 1976 in Pori) ist ein ehemaliger finnischer Eishockeyspieler, der in seiner aktiven Zeit von 1994 bis 2004 unter anderem für Ässät Pori und TPS Turku in der SM-liiga sowie den Timrå IK in der Elitserien gespielt hat.     

## Karriere
Tommi Rajamäki begann seine Karriere als Eishockeyspieler in seiner Heimatstadt in der Nachwuchsabteilung von Ässät Pori. Bereits als Juniorenspieler wurde er im NHL Entry Draft 1994 in der siebten Runde als insgesamt 178. Spieler von den Toronto Maple Leafs ausgewählt, für die er allerdings nie spielte. Stattdessen blieb der Verteidiger bei Ässät Pori, für dessen Profimannschaft er von 1994 bis 1997 in der SM-liiga, der höchsten finnischen Spielklasse, auflief. Anschließend erhielt er einen Vertrag bei TPS Turku. Mit der Mannschaft wurde er 1999, 2000 und 2001 drei Mal in Folge Finnischer Meister. Auf europäischer Ebene belegte er mit dem Team 2000 den dritten Platz in der European Hockey League. Nach vier Jahren verließ der Linksschütze TPS Turku wieder und wurde zur Saison 2001/02 vom Timrå IK aus der schwedischen Elitserien verpflichtet. Dort war er drei Jahre lang Stammspieler, ehe er seine Karriere bereits im Alter von 28 Jahren beendete.

### International
Für Finnland nahm Rajamäki an den U20-Junioren-Weltmeisterschaften 1995 und 1996 teil. 

## Erfolge und Auszeichnungen
- 1999 Finnischer Meister mit TPS Turku
- 2000 3. Platz der European Hockey League mit TPS Turku
- 2000 Finnischer Meister mit TPS Turku
- 2001 Finnischer Meister mit TPS Turku